# KRO-NCRV
KRO-NCRV es una organización pública de radio y televisión de los Países Bajos, que forma parte de la radiodifusora pública Nederlandse Publieke Omroep (NPO) desde 2014.

## Historia
La organización KRO-NCRV fue creada mediante la unión de dos radiodifusoras públicas neerlandesas: Katholieke Radio Omroep (KRO) y Nederlandse Christelijke Radio Vereniging (NCRV). La KRO había sido fundada en 1925 y estaba históricamente ligada al catolicismo, mientras que la NCRV había sido creada en 1924 y estaba vinculada al cristianismo protestante. En el momento de su fusión, KRO era la organización con más socios dentro de la NPO.
En 2010 el gobierno neerlandés emprendió una reforma de la NPO para reducir el número de organizaciones, así como para abaratar costes de producción. De inmediato KRO y NCRV comenzaron a negociar la creación de una radiodifusora confesional de amplio espectro, a la que terminarían uniéndose en 2016 otras radiodifusoras religiosas minoritarias como RKK (catolicismo romano) y BOS (budismo).
La marca KRO-NCRV comenzó a ser utilizada a partir del 1 de enero de 2014. A diferencia de una fusión convencional, KRO-NCRV funcionó en un primer momento como una asociación de radiodifusoras con direcciones independientes. La unión definitiva de ambas compañías en una sola empresa se produjo en enero de 2019.

## Programación
KRO-NCRV se encarga de producir programas para Nederlandse Publieke Omroep (NPO), repartiéndose la escaleta de programación con el resto de radiodifusoras. Está especializada en programación generalista. Aunque no tiene línea editorial definida, sigue unos valores de conciencia social. Los programas religiosos se emiten bajo marcas diferenciadas.